# Джаугар

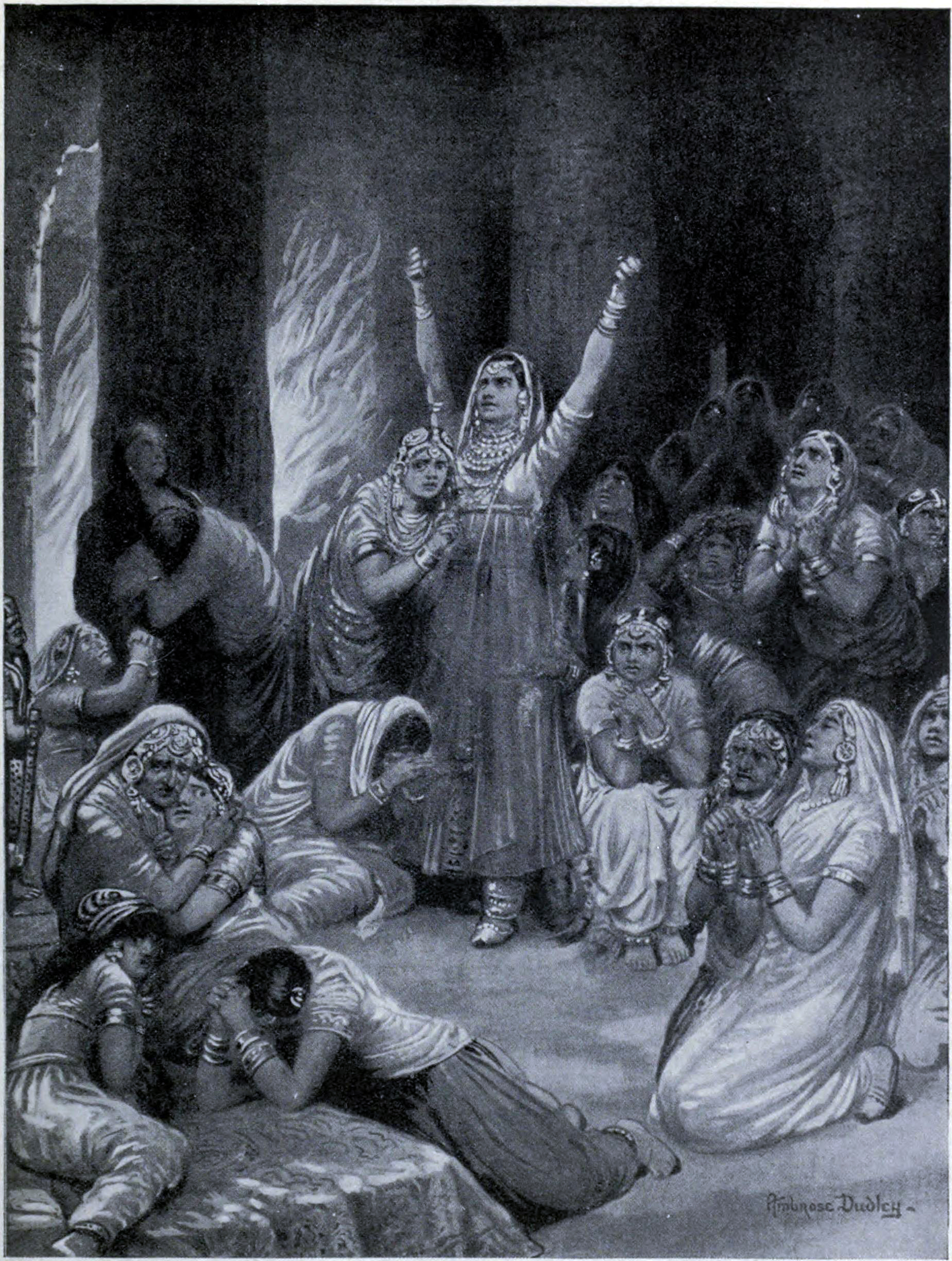
Церемонія джаугару 1567 року, малюнок Ембровза Дадлі в Hutchinsons History of the Nations, бл. 1910

Джаугар (гінді जौहर) — це масове самоспалення жінок в Індії для уникнення полону, рабства чи зґвалтування армією нападника. Іноді вбивство вчиняли їхні чоловіки, батьки або брати. Деякі джерела свідчать про те, що жінки вчиняли самоспалення разом із дітьми. Ця практика була поширена у північно-західних регіонах Індії, а найвідоміші джаугари сталися під час воєн між індуїстськими раджпутськими королівствами в Раджастхані та їхніми противниками. Джаугар вчиняли під час війни, коли не було шансу на перемогу.